# Selección de hockey patines de Cataluña
La selección de hockey de Cataluña es la selección de Cataluña. Equipo formado por jugadores catalanes que representan a la Federación Catalana de Patinaje en competiciones amistosas como la Golden Cup y en la Copa América de hockey sobre patines organizada por el Comité Sudamericano de Patinaje (CSP).
En el ámbito internacional, hoy en día no es reconocida oficialmente por la FIRS aunque fue admitida provisionalmente en 2004, lo que le permitió disputar y ganar el Campeonato del Mundo "B" en Macao. Finalmente, el 29 de noviembre de 2005, en la asamblea de la FIRS en Roma, y después del llamado Caso Fresno, se revocó el reconocimiento provisional.

## Títulos

### Oficiales
- 1 Campeonato Mundial B (2004)
- 1 Copa América de hockey sobre patines (2010)

### Amistosos
- 6 Golden Cup (2004, 2005, 2008, 2009, 2010 y 2011)